# Hanakere, Mandya
Hanakere là một làng thuộc tehsil Mandya, huyện Mandya, bang Karnataka, Ấn Độ.